# Fectola unidentata
Fectola unidentata är en snäckart som beskrevs av Frank Climo 1978. Fectola unidentata ingår i släktet Fectola och familjen Charopidae. Inga underarter finns listade i Catalogue of Life.